# STS-51-A

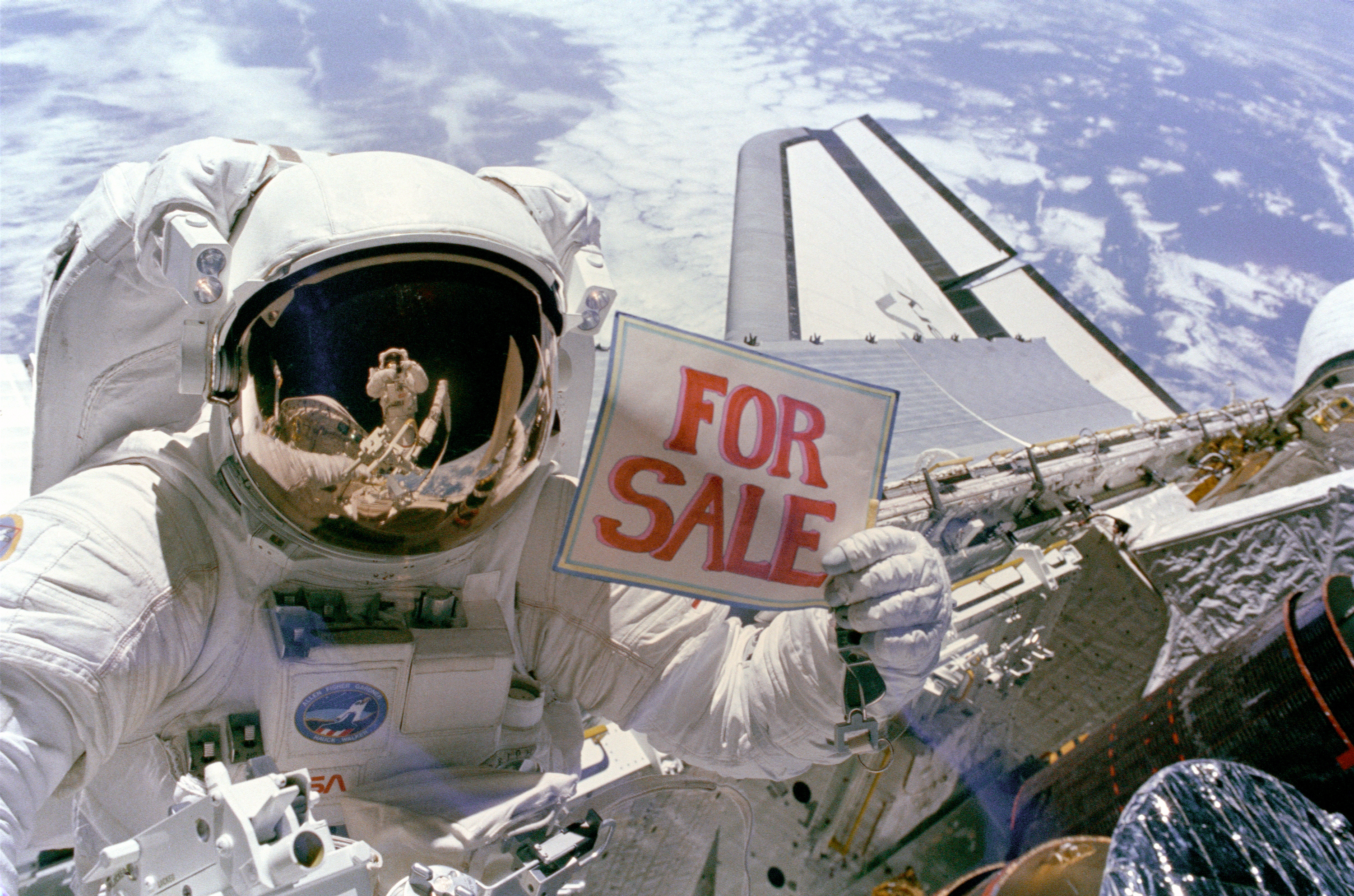

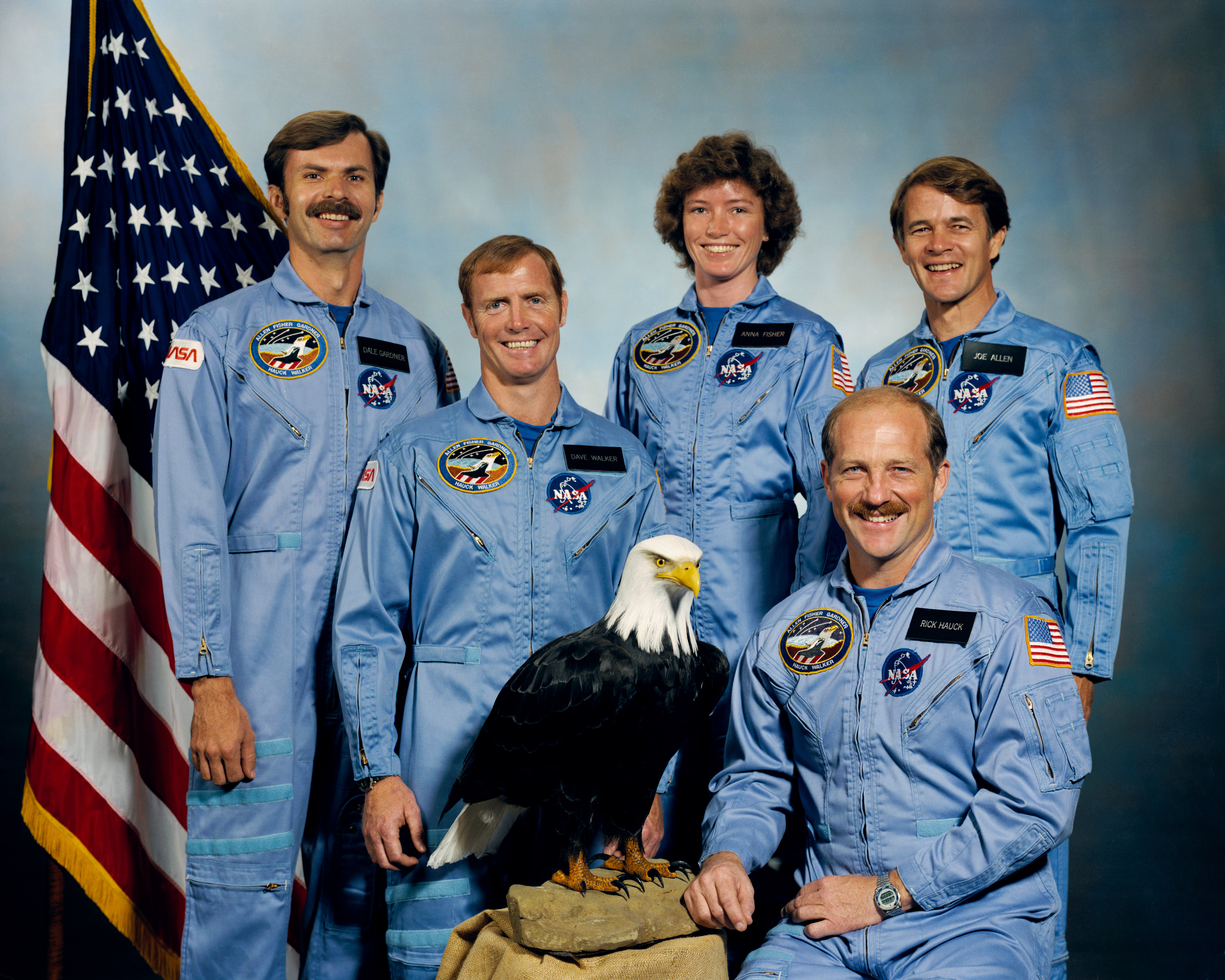
데일 A. 가드너, 데이비드 M. 워커, 안나 리 피셔, 프레데릭 H. 호크, 조셉 P. 알렌

STS-51-A(구 명칭: STS-19)는 NASA 우주왕복선 계획의 14번째 비행이자 디스커버리 우주왕복선의 두 번째 비행이었다. 이 임무는 1984년 11월 8일 케네디 우주 센터에서 발사되어 8일도 채 지나지 않은 1984년 11월 16일 착륙했다.
STS-51-A는 셔틀이 두 개의 통신 위성을 처음으로 배치하고 궤도에서 두 개의 다른 통신 위성을 회수한 것을 기록했다. 캐나다 아닉(Anik) D2 및 신콤 IV-1 위성은 모두 디스커버리호 승무원에 의해 성공적으로 배치되었다. 한편 팔라파 B2와 위스타 6는 올해 초 STS-41-B 임무 중에 배치되었지만 킥모터의 오작동으로 인해 부적절한 궤도에 배치되었다. 둘 다 STS-51-A 동안 안전하게 회수되어 지구로 반환되었다.